# لانتانا (فیلم)
«شاه‌پسند درختی» (انگلیسی: Lantana (film)) یک فیلم است که در سال ۲۰۰۱ منتشر شد. از بازیگران آن می‌توان به آنتونی لاپالیا، باربارا هرشی، جفری راش، مانو بنت، و کری آرمسترانگ اشاره کرد.